# Барбус-тикто
Барбус-тикто, или пунтиус-тикто (лат. Pethia ticto), — вид лучепёрых рыб семейства карповых.

## Описание
Тело вытянутое овальное, уплощенное с боков. Боковая линия неполная, чешуя крупная. Усики отсутствуют. Спина серо-зелёная, бока серебристые с металлическим отливом, брюхо белое. Самец отличается от самки наличием ярко-алой полосы вдоль тела. В природе барбус вырастает до 10 см, в аквариуме 6—8 см.

## Распространение
Родина — Индия, Шри-Ланка, Гималаи, Пакистан, Непал, Бангладеш, Мьянма и Таиланд.
Обитает в пресной и солоноватой воде каналов, канав и других водоёмов с илистым дном.

## Содержание
Характер мирный, стайный (не менее 6 рыбок), подвижный. В аквариуме верхний и средний слои воды.
Неприхотливая всеядная рыба, но склонен к обжорству. Рекомендуемая температура 24—26 °C, pH 6,5—7,8, жёсткость воды 4—20 °dH. Рекомендуемый объём от 50 литров.
Нельзя содержать с рыбами с удлинёнными или вуалевыми плавниками.